# Ком (Франция)
Ком (фр. Commes) — коммуна во Франции, находится в регионе Нижняя Нормандия. Департамент коммуны — Кальвадос. Входит в состав кантона Ри. Округ коммуны — Байё.
Код INSEE коммуны — 14172.

## Население
Население коммуны на 2010 год составляло 399 человек.
| 1962 | 1968 | 1975 | 1982 | 1990 | 1999 | 2010 |
| ---- | ---- | ---- | ---- | ---- | ---- | ---- |
| 350  | 324  | 278  | 360  | 382  | 397  | 399  |

## Экономика
В 2010 году среди 260 человек трудоспособного возраста (15—64 лет) 179 были экономически активными, 81 — неактивными (показатель активности — 68,8 %, в 1999 году было 68,1 %). Из 179 активных жителей работали 158 человек (79 мужчин и 79 женщин), безработных было 21 (12 мужчин и 9 женщин). Среди 81 неактивных 16 человек были учениками или студентами, 52 — пенсионерами, 13 были неактивными по другим причинам.